# (21539) Josefhlávka
21539 Josefhlavka (1998 QO4) – planetoida z pasa głównego asteroid okrążająca Słońce w ciągu 5,67 lat w średniej odległości 3,18 j.a. Odkryta 20 sierpnia 1998 roku.